# Captain America : Le Soldat de l'hiver
Pour les articles homonymes, voir Captain America (homonymie).
Série l'univers cinématographique Marvel
Thor : Le Monde des ténèbres
(2013) Les Gardiens de la Galaxie
(2014)
Série Captain America
Captain America: First Avenger
(2011) Captain America: Civil War
(2016)
Pour plus de détails, voir Fiche technique et Distribution.
Captain America : Le Soldat de l'hiver (Captain America: The Winter Soldier), ou Capitaine America : Le Soldat de l'hiver au Québec est un film de super-héros américain réalisé par Anthony et Joe Russo, sorti en 2014.

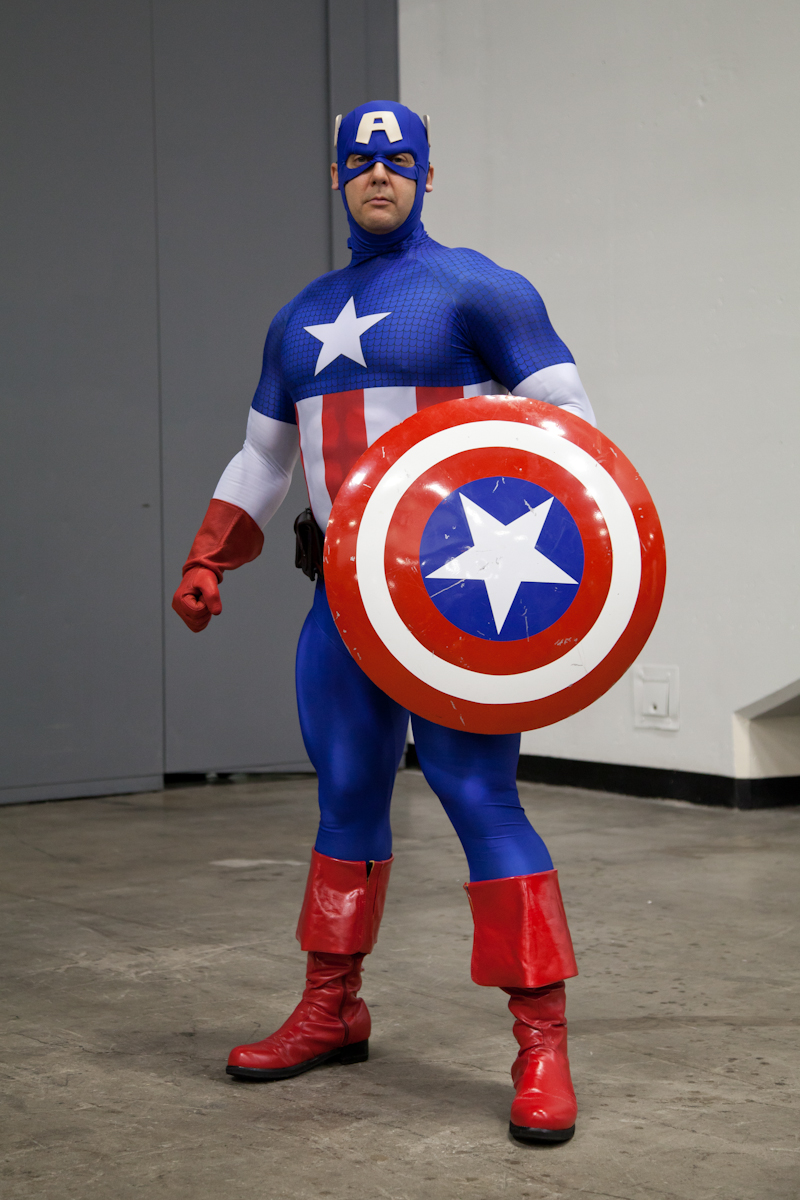
Cosplay de Captain America avec son bouclier

Il est la neuvième production de l'univers cinématographique Marvel et fait partie de la phase deux. Le film raconte la suite de l'histoire de Steve Rogers, un jeune homme frêle de Brooklyn transformé en un super-soldat nommé Captain America,,,.
Le film débute deux ans après les événements cataclysmiques qui ont ravagé New York, Steve Rogers vit désormais à Washington, D.C., où il s'efforce de s'adapter au monde moderne.

## Synopsis
Pendant son jogging, Steve Rogers rencontre Sam Wilson, un ancien militaire qui occupe un poste administratif et aide les vétérans à se réintégrer. Alors qu'ils sympathisent, Natasha Romanoff arrive et emmène Steve en mission : ils doivent se rendre dans l'océan Indien pour sauver les otages d'une plateforme mobile de lancement satellite du SHIELD, le Lemurian Star, qui a été détourné par George Batroc, un ancien de la cellule action de la DGSE qui est devenu un criminel recherché par Interpol. Steve, l'agent Brock Rumlow, Romanoff et leurs hommes se battent contre le groupe de pirates de Batroc et sauvent les otages. Mais il s'avère que Natasha doit également accomplir une autre mission : récupérer des données secrètes du SHIELD dans un ordinateur du Lemurian Star.
Plus tard, au Triskel (le quartier général du SHIELD), qui se trouve à Washington, D.C., Nick Fury montre à Steve le projet Insight : trois héliporteurs de nouvelle génération reliés à un réseau de satellites balistiques lancés du Lemurian Star. Ces héliporteurs restent éternellement en vol suborbital grâce à leurs répulseurs, et sont également équipés de nouvelles mitrailleuses de précision à très longue portée pouvant éliminer mille ennemis à la minute, guidés par la grande précision des satellites d'Insight, permettant au SHIELD de neutraliser quantité de menaces potentielles à l'avance. Steve comprend la logique de Fury mais n'y adhère pas, craignant que cela supprime la liberté au profit de la terreur. Après avoir été au Musée national de l'air et de l'espace pour voir une exposition sur Captain America, Steve décide de rendre visite à Peggy Carter, âgée et malade. Au Triskel, Nick découvre que les données récupérées et mises sur clé USB par Natasha lui sont inaccessibles. Après avoir été attaqué sur la route et sévèrement blessé par de faux policiers et par un homme masqué muni d'un bras métallique, il se rend chez Steve, lui donne la clé USB et lui dit de ne faire confiance à personne. Il reçoit alors une balle tirée par l'homme masqué, que Steve poursuit brièvement avant qu'il ne lui échappe.
Nick est opéré mais décède sur la table de chirurgie, et son corps est emmené par l'agent Maria Hill. Au Triskel, le secrétaire du Conseil de sécurité mondiale (chargé de superviser les activités du SHIELD), Alexander Pierce (le supérieur de Fury), demande à Steve pour quelle raison Fury se trouvait chez lui. Comme Steve refuse de lui répondre, Pierce le considère comme un traître, et de nombreux agents du SHIELD sont lancés à sa poursuite.
Il réussit à s'échapper et Natasha se joint à lui. Elle révèle à Steve que la plupart des services de renseignement ne croient pas à l'existence de l'homme qui a tiré sur Nick, et que ceux qui y croient l'appellent « le Soldat de l'Hiver ». On lui a attribué plusieurs dizaines d'assassinats au cours des cinquante dernières années. En analysant la clé USB sur ordinateur, Steve et Natasha localisent l'endroit d'où proviennent les données : le Camp Lehigh, à Wheaton dans le New Jersey. Sur place, ils découvrent un bunker qui cache le premier QG du SHIELD. Ils y trouvent un ascenseur secret menant à un sous-sol qui abrite une banque de données conservant depuis 1972 la conscience d'Arnim Zola, le scientifique qui travaillait pour Crâne rouge.
Zola dévoile à Steve et Natasha qu'HYDRA existe toujours et leur révèle le but de l'organisation : se servir du projet Insight pour créer un nouvel ordre mondial fasciste. Après la guerre, le SHIELD, qui remplaça la SSR (Section Scientifique de Réserve), fut fondé et Zola a été recruté dans le cadre de l'opération Paperclip. Il a alors profité de son intégration au SHIELD pour rassembler en secret des agents qui formeront la Nouvelle HYDRA pour les années à venir. Alors que Zola continue en parlant d'un algorithme qu'il aurait écrit pour le projet Insight, le bunker est complètement détruit par un missile du SHIELD. Steve et Natasha réussissent à s'échapper et se réfugient chez Sam Wilson.
Rejoints par ce dernier, et après avoir récupéré un exosquelette lui permettant de voler, les fugitifs, comprenant que l'agent Jasper Sitwell est une des taupes d'HYDRA, l'enlèvent pour l'interroger. Il leur révèle que l'algorithme de Zola est un programme pour sélectionner les personnes qui constituent une menace présente ou future pour HYDRA, que les trois héliporteurs d'Insight rayeront de la liste. En route pour le Triskel, ils sont attaqués par le Soldat de l'Hiver et ses hommes ; au cours du combat, son masque tombe et Steve reconnaît Bucky, son ami d'enfance, laissé pour mort lors de la Seconde Guerre mondiale. Bucky ne reconnaît cependant pas Steve et s'apprête à le tuer, mais il est neutralisé par Natasha et Sam, avant que le SHIELD n'arrive sur les lieux et ne les arrête tous les trois. Ils sont cependant exfiltrés par l'agent Hill, qui les mène à Fury, ce dernier ayant simulé sa mort.
Il s'avère qu'en 1943, lorsque l'unité de Bucky avait été capturée en Italie, Zola l'avait utilisé comme cobaye pour des expériences secrètes, avant que Steve ne le délivre du cabinet du scientifique. Après l'attaque par les Commandos Hurlants du train de Zola et la tragique chute de Bucky dans les montagnes enneigées en 1944, il avait été récupéré plus tard par Zola, qui lui a lavé le cerveau et l'a muni d'un bras cybernétique. Depuis ce jour, Bucky est devenu un assassin redoutable au service d'HYDRA, dont Pierce est en réalité à la tête. L'agent Hill fournit à Steve et Wilson des clés numériques pour désactiver les trois héliporteurs.
Alors que les membres du Conseil de sécurité mondiale se rendent au Triskel, Steve diffuse un message pour dévoiler l'infiltration d'HYDRA dans le SHIELD. Le chaos se déclenche alors, les agents d'HYDRA combattant ceux du SHIELD dans la confusion la plus complète, et Rumlow enclenche la procédure de lancement des trois héliporteurs. Captain America et Falcon (Sam Wilson) réussissent à désactiver deux héliporteurs, mais le Soldat de l'Hiver détruit une des ailes de l'exosquelette de Falcon et combat ensuite Steve sur le troisième héliporteur. Pendant ce temps, Natasha divulgue tous les secrets d'HYDRA et du SHIELD sur Internet afin de démanteler les deux organisations. L'algorithme est déployé, mais au moment où toutes les cibles allaient être supprimées, Steve réussit à désactiver le dernier héliporteur, et l'agent Hill réoriente les canonnières des vaisseaux les unes sur les autres.
Pierce est abattu par Fury. Deux héliporteurs tombent sur l'installation souterraine du Triskel, et le dernier touche l'immeuble principal. Alors que l'héliporteur continue sa descente, Steve refuse de combattre Bucky et finit par tomber au fond du fleuve après que ce dernier lui a asséné plusieurs coups au visage. Bucky le repêche ensuite et le dépose sur le rivage avant de s'en aller.
Après ces événements, Natasha témoigne devant une commission sénatoriale qui lui demande d'expliquer comment le pays assurera sa sécurité nationale à la suite de l'effondrement du SHIELD. Toujours officiellement mort, Fury révèle à Steve et Sam qu'il reste encore de nombreux agents d'HYDRA en liberté, et il décide ensuite de se rendre en Europe, tandis que Steve et Sam choisissent de se lancer à la recherche de Bucky à partir d'une piste remise par Natasha.
Scène inter-générique
Dans sa base secrète, le Baron von Strucker est désormais aux commandes d'HYDRA. Bien que tous les secrets d'HYDRA et du SHIELD aient été rendus publics, cela n'a aucune importance pour Strucker, car il détient le sceptre de Loki. Il sait qu'il y a d'autres officines qui travaillent pour HYDRA un peu partout dans le monde, de quoi occuper les Avengers et les mettre sur une fausse piste. Même si les Avengers trouvent sa base, ils auront affaire aux jumeaux Pietro et Wanda Maximoff et à leurs pouvoirs (étant les seuls survivants parmi les personnes qui se sont portées volontaires aux expérimentations de Strucker). Les exploits des jumeaux font envisager à Strucker une ère de miracles.
Scène post-générique
Bucky visite l'exposition sur Captain America et lit un panneau présentant sa propre histoire.

## Fiche technique
Sauf indication contraire, les informations mentionnées dans cette section peuvent être confirmées par les bases de données cinématographiques IMDb et Allociné,  présentes dans la section « Liens externes ».
- Titre original : Captain America: The Winter Soldier
- Titre français : Captain America : Le Soldat de l'hiver
- Titre québécois : Capitaine America : Le Soldat de l'hiver[5]
- Réalisation : Anthony et Joe Russo
- Scénario : Christopher Markus et Stephen McFeely, d'après les comics Captain America créés par Joe Simon et Jack Kirby, d'après le personnage le Soldat de l'hiver créé par Steve Epting, Ed Brubaker et Michael Lark (non crédité)
- Musique : Henry Jackman
- Direction artistique : Beat Frutiger, Kevin Ishioka et Thomas Valentine
- Décors : Peter Wenham
- Costumes : Judianna Makovsky
- Photographie : Trent Opaloch
- Son : Tom Johnson, Juan Peralta, James Austin, Steve Boze, Steve Schatz
- Montage : Jeffrey Ford (en) et Matthew Schmidt (en)
- Production : Kevin Feige
  - Production déléguée : Stan Lee, Victoria Alonso (en), Louis D'Esposito (es), Alan Fine (en) et Michael Grillo
  - Production associée : Mitchell Bell et Lars P. Winther
  - Coproduction : Nate Moore
- Sociétés de production[6] : Marvel Studios et Walt Disney Pictures, présenté par Marvel Entertainment
- Société de distribution : Walt Disney Studios Motion Pictures
- Budget : 170 millions de $[7]
- Pays de production :  États-Unis
- Langues originales : anglais, français
- Format[8] : couleur (Technicolor) - 35 mm / D-Cinema - 2,39:1 (Cinémascope) (Panavision) - son Datasat | Dolby Digital | Dolby Atmos | SDDS | Dolby Surround 7.1
- Genre : action, aventures, thriller, science-fiction, super-héros
- Durée : 135 minutes
- Dates de sortie[9] :
  - États-Unis : 13 mars 2014 (première mondiale à Hollywood)[10] ; 4 avril 2014 (sortie nationale) ; 1er septembre 2018 (ressortie en version IMAX) ; 12 novembre 2019 (sortie sur Disney+)
  - France, Belgique, Suisse romande : 26 mars 2014[11],[12]
  - Québec : 4 avril 2014[5]
- Classification[13] :
  - États-Unis : accord parental recommandé, film déconseillé aux moins de 13 ans (PG-13 - Parents Strongly Cautioned)[Note 5]
  - France : tous publics[14]
  - Belgique : tous publics (Alle Leeftijden)[11]
  - Suisse romande : interdit aux moins de 10 ans[15]
  - Québec : tous publics - déconseillé aux jeunes enfants (G - General Rating)[5]

## Distribution
- Chris Evans (VF : Alexandre Gillet ; VQ : Alexandre Fortin) : Steve Rogers / Captain America
- Scarlett Johansson (VF : Julia Vaidis-Bogard ; VQ : Camille Cyr-Desmarais) : Natasha Romanoff / Black Widow
- Sebastian Stan (VF : Axel Kiener ; VQ : Nicholas Savard L'Herbier) : James « Bucky » Barnes / le Soldat de l'hiver
- Anthony Mackie (VF : Jean-Baptiste Anoumon ; VQ : Michel M. Lapointe) : Sam Wilson / Falcon
- Samuel L. Jackson (VF : Thierry Desroses ; VQ : Patrick Chouinard) : Nick Fury, directeur du SHIELD
- Robert Redford (VF : Samuel Labarthe ; VQ : Jean-François Blanchard) : Alexander Pierce, secrétaire du Conseil de sécurité mondiale
- Cobie Smulders (VF : Laura Blanc ; VQ : Ariane-Li Simard-Côté) : Maria Hill, agent du SHIELD
- Frank Grillo (VF : David Krüger ; VQ : Pierre-Étienne Rouillard) : Brock Rumlow, chef de l'équipe du STRIKE[16].
- Emily VanCamp (VF : Chantal Macé ; VQ : Bianca Gervais) : Sharon Carter / Agent 13
- Maximiliano Hernández (VF : Fabien Jacquelin ; VQ : Jean-François Beaupré) : Jasper Sitwell, agent du SHIELD
- Toby Jones (VF : Franck Capillery ; VQ : François Sasseville) : Dr Arnim Zola
- Hayley Atwell (VF : France Renard ; VQ : Catherine Proulx-Lemay) : Peggy Carter
- Callan Mulvey (VF : Thomas Roditi ; VQ : Yves Soutière) : Jack Rollins
- Jenny Agutter (VF : Pauline Larrieu ; VQ : Isabelle Leyrolles) : la conseillère Hawley du Conseil de sécurité mondiale
- Bernard White (VF : Mathieu Buscatto ; VQ : Benoît Éthier) : le conseiller Singh du Conseil de sécurité mondiale
- Chin Han (VF : Christophe Desmottes ; VQ : Yves Soutière) : le conseiller Yen du Conseil de sécurité mondiale
- Alan Dale (VF : Igor de Savitch ; VQ : Marc-André Bélanger) : le conseiller Rockwell du Conseil de sécurité mondiale
- Garry Shandling (VF : Michel Dodane ; VQ : Marc Bellier) : le sénateur Stern
- Georges St-Pierre (VF : Gilles Morvan ; VQ : lui-même) : Georges Batroc
- Nicholas Gibeault (VF : Yann Guillemot ; VQ : Jacques Lussier) : le vendeur Apple Store[précision nécessaire]
- Gary Sinise : le narrateur du musée (voix-off)
- Stan Lee : le gardien de nuit du musée (caméo)
- Joe Russo : Dr Fine (caméo sous le nom Gozie Agbo)
- Danny Pudi : un soldat
- Nestor Serrano (VF : Pascal Germain ; VQ : Stéphane Rivard) : le général Scudder
- Steven Culp (VF : Jean-Claude Montalban) : le député Wenham
- Thomas Kretschmann (VF : Bernard Alane ; VQ : Pierre Auger) : Baron von Strucker (caméo, scène inter-générique, non crédité)
- Henry Goodman (VF : Georges Claisse) : Dr List (caméo, scène inter-générique, non crédité)
- Aaron Taylor-Johnson : Pietro Maximoff (caméo, scène inter-générique, non crédité)
- Elizabeth Olsen : Wanda Maximoff (caméo, scène inter-générique, non créditée)
- Jeremy Renner[17] : Clint Barton / Hawkeye (scènes coupées)

Sources et légende : Version française (VF) sur RS Doublage, AlloDoublage et selon le carton du doublage français ; Version québécoise (VQ) sur Doublage Québec

»Photos
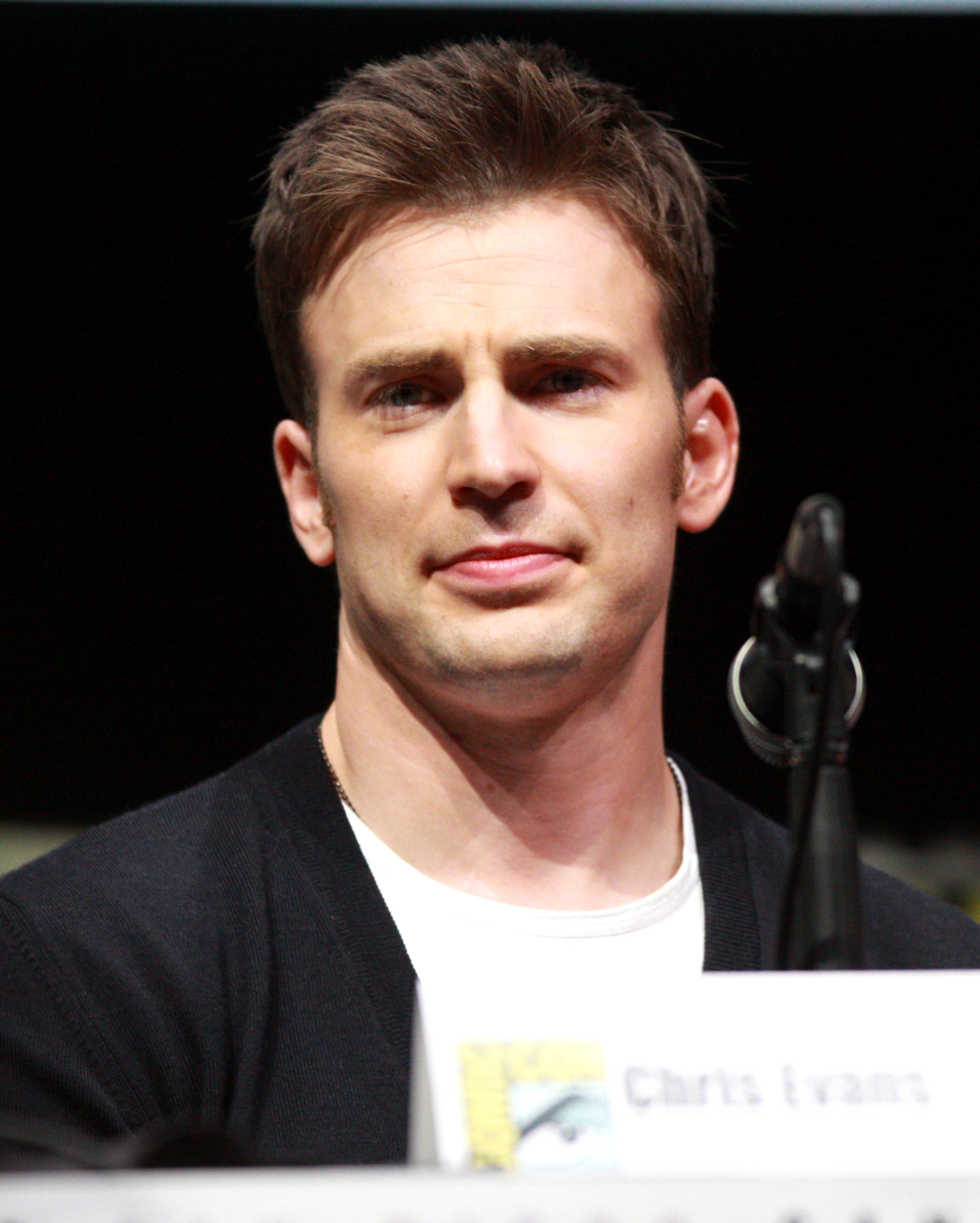
Chris Evans dans le rôle de Steve Rogers / Captain America
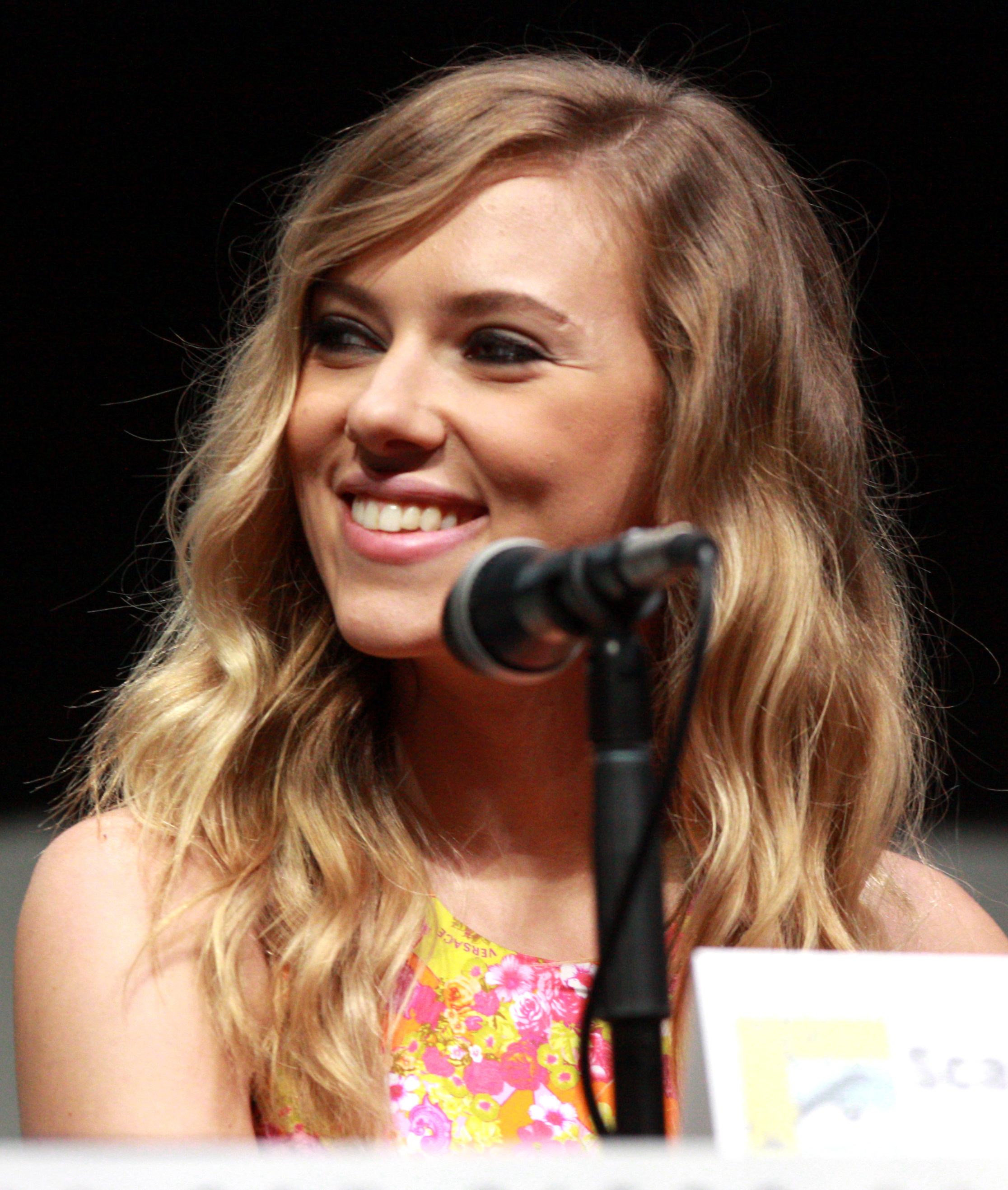
Scarlett Johansson dans le rôle de Natasha Romanoff
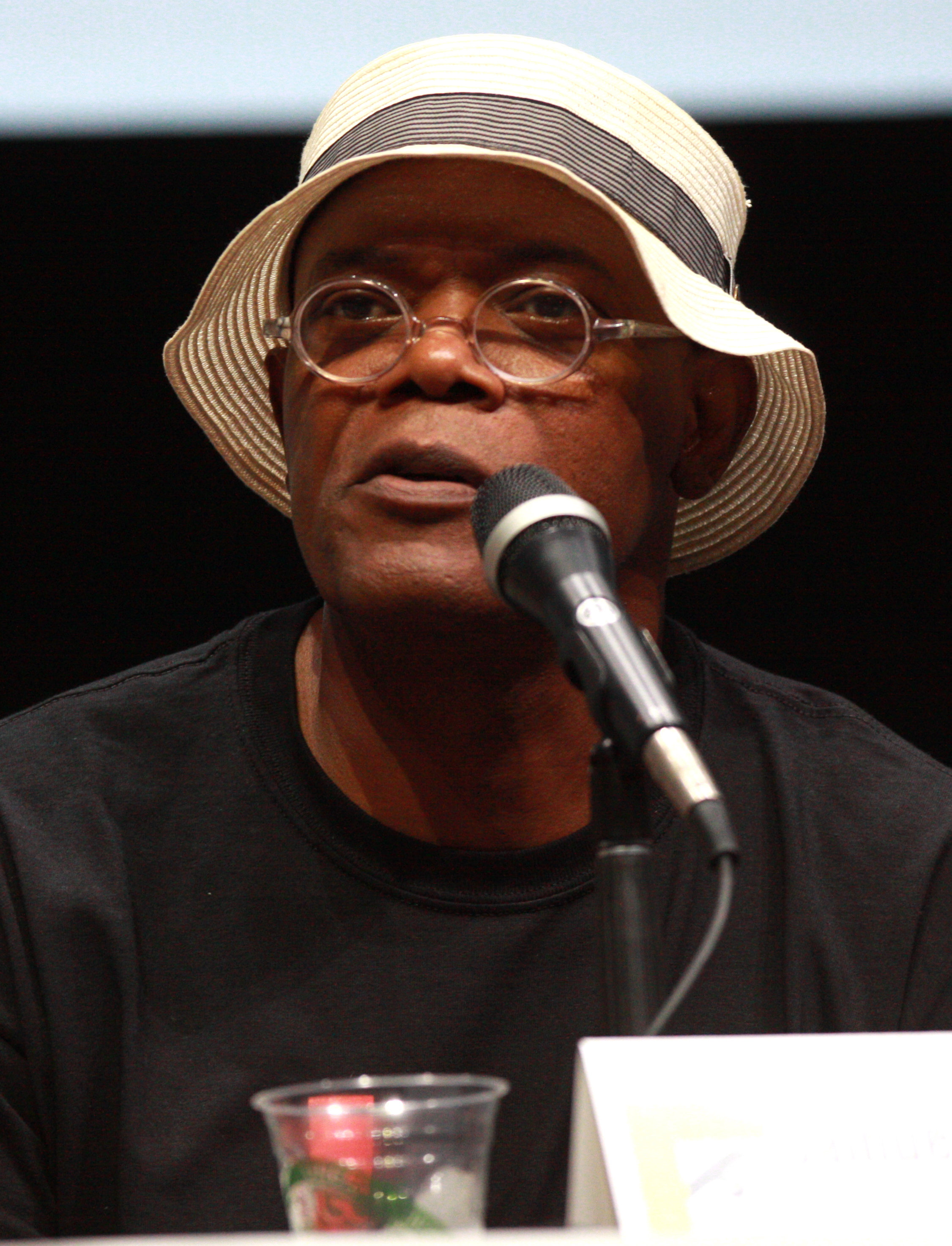
Samuel L. Jackson dans le rôle de Nick Fury, directeur du SHIELD
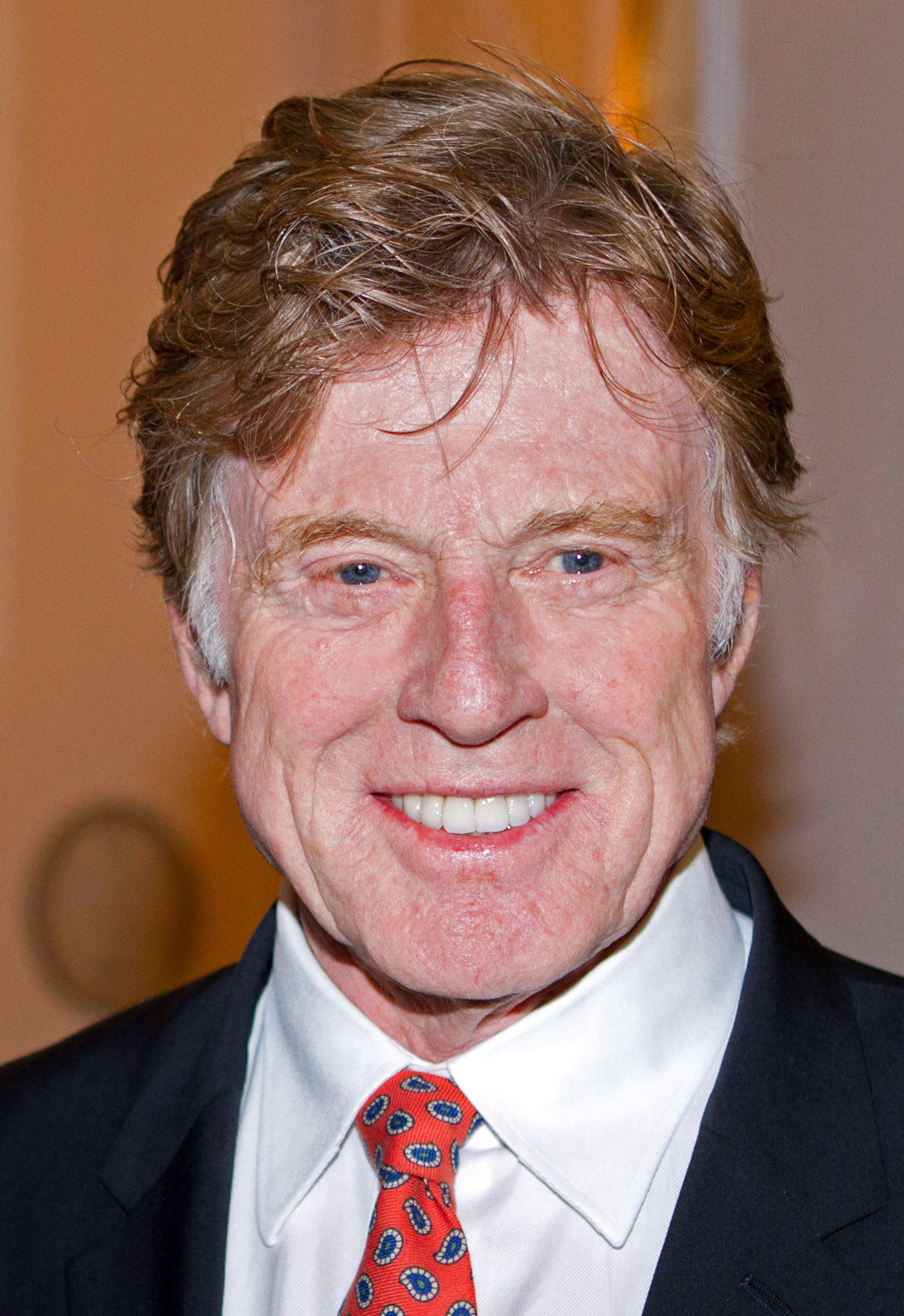
Robert Redford dans le rôle d'Alexander Pierce
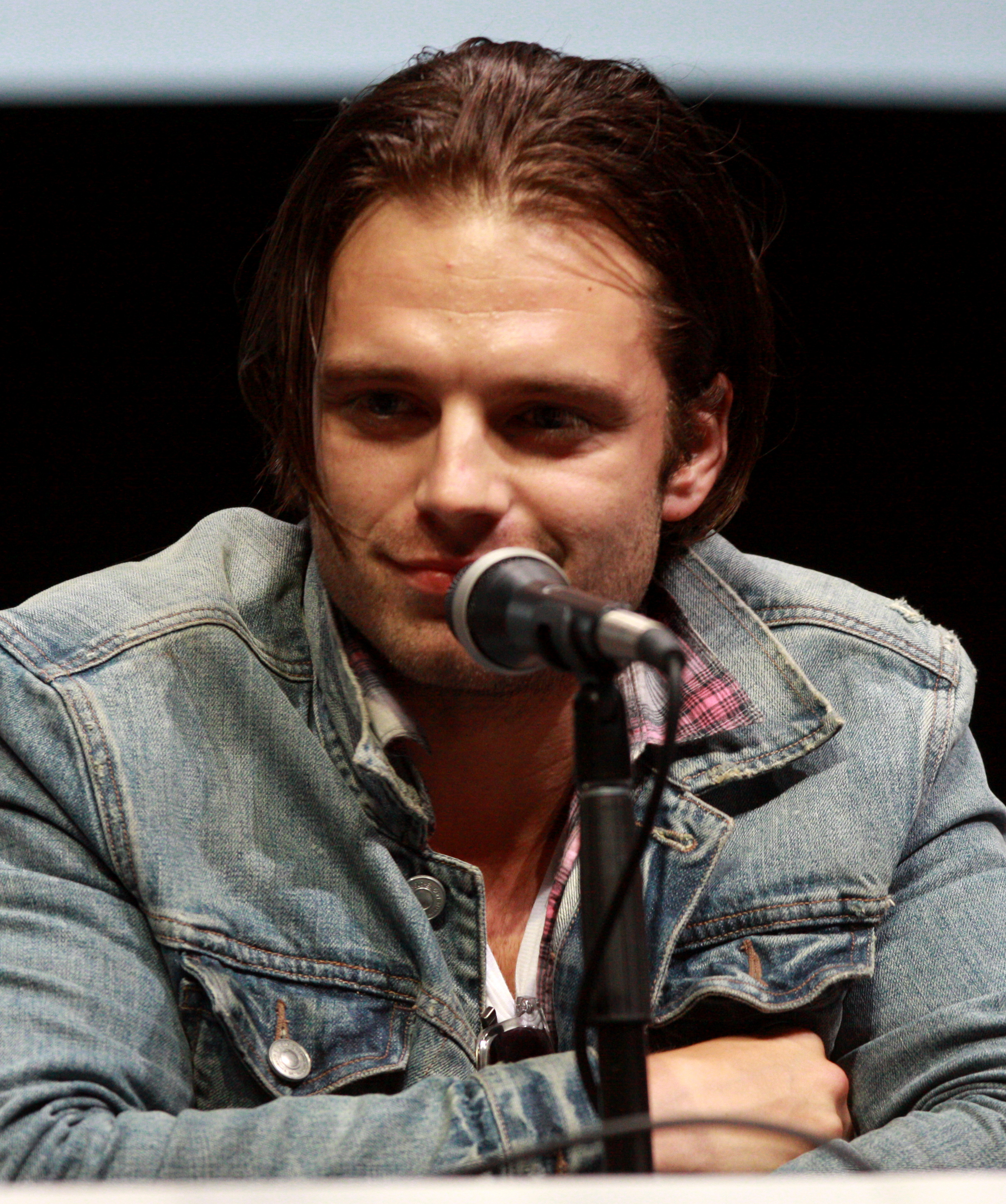
Sebastian Stan dans le rôle de James Buchanan « Bucky » Barnes / le Soldat de l'hiver
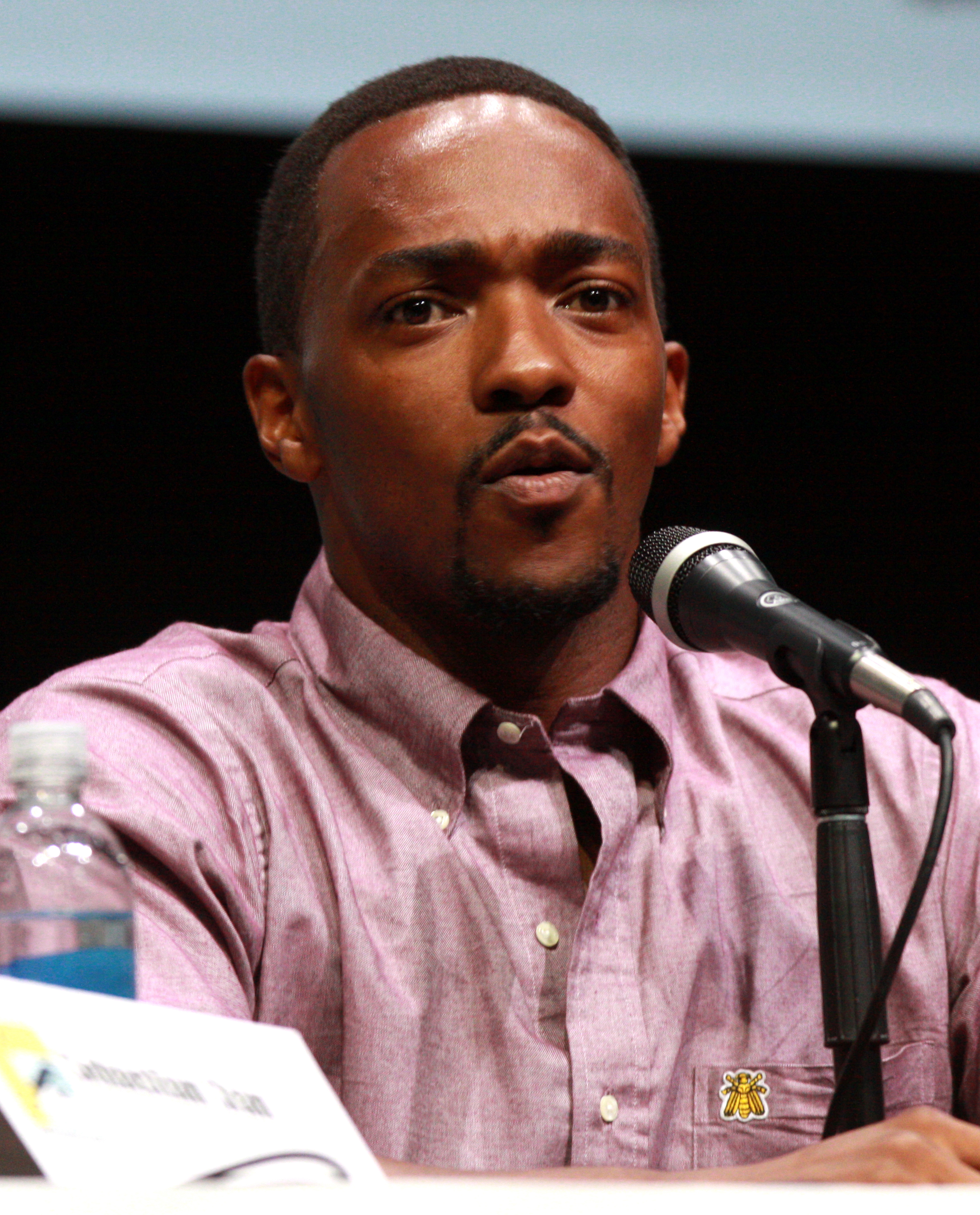
Anthony Mackie dans le rôle de Sam Wilson / Falcon
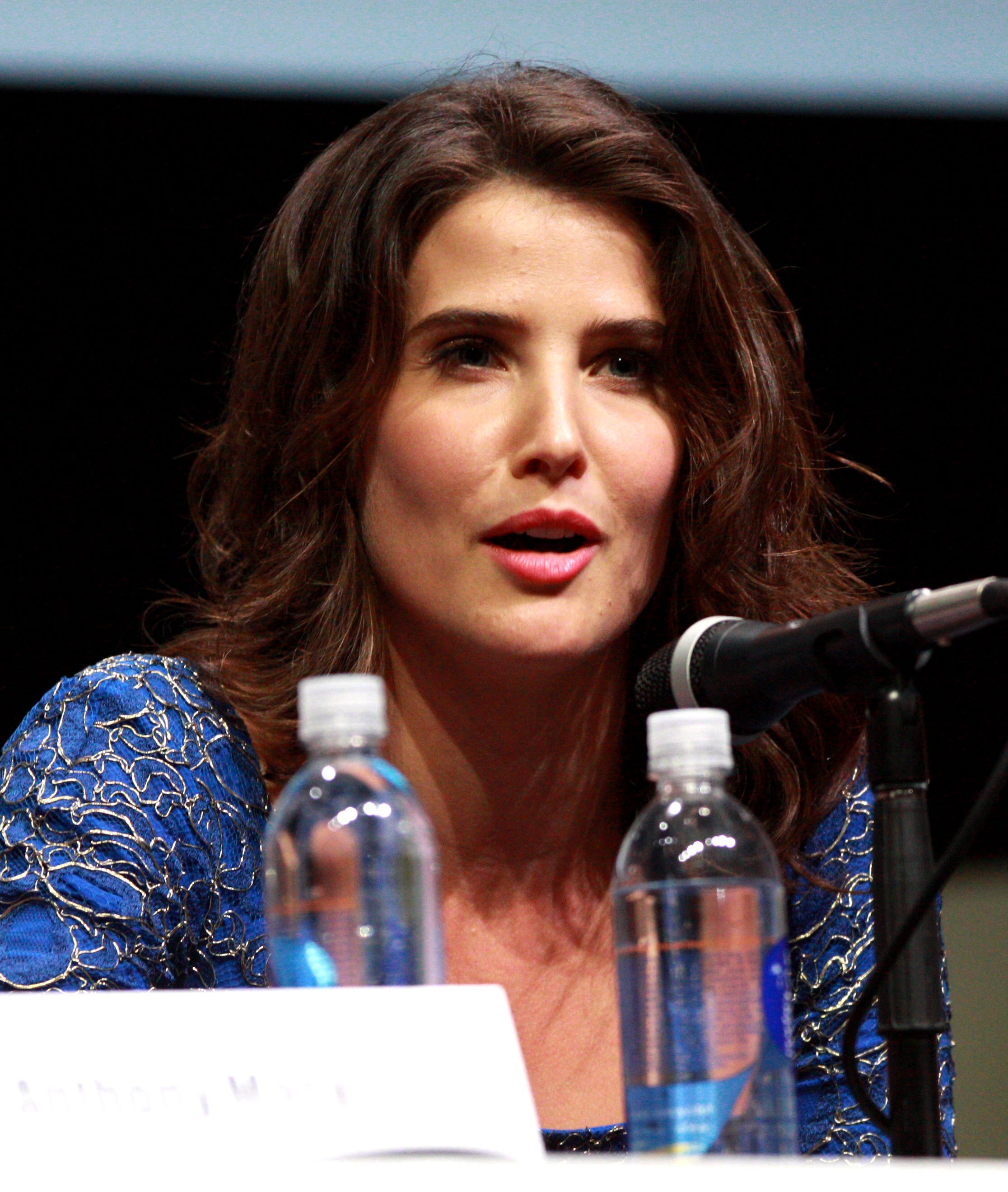
Cobie Smulders dans le rôle de Maria Hill, agente du SHIELD
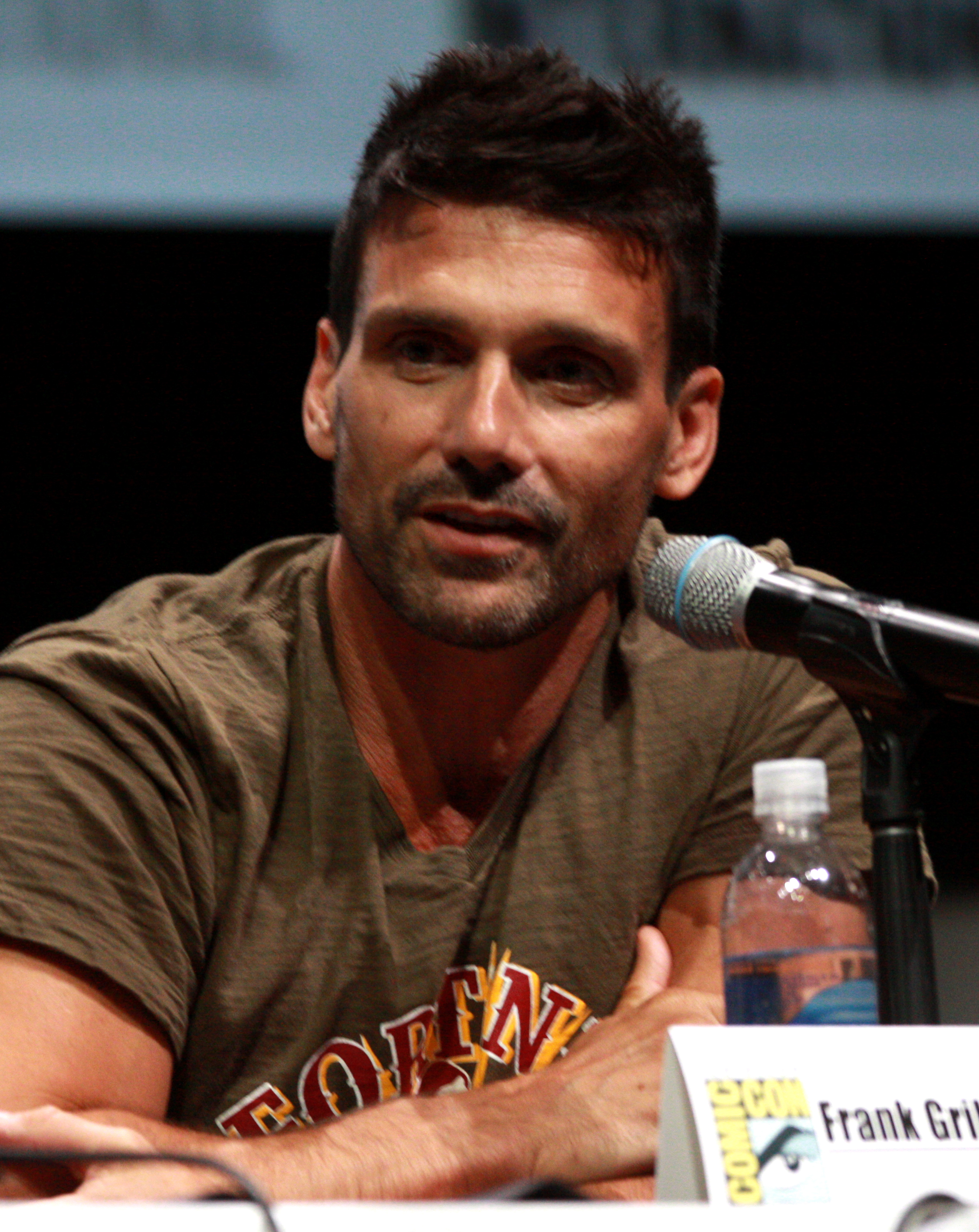
Frank Grillo dans le rôle de Brock Rumlow
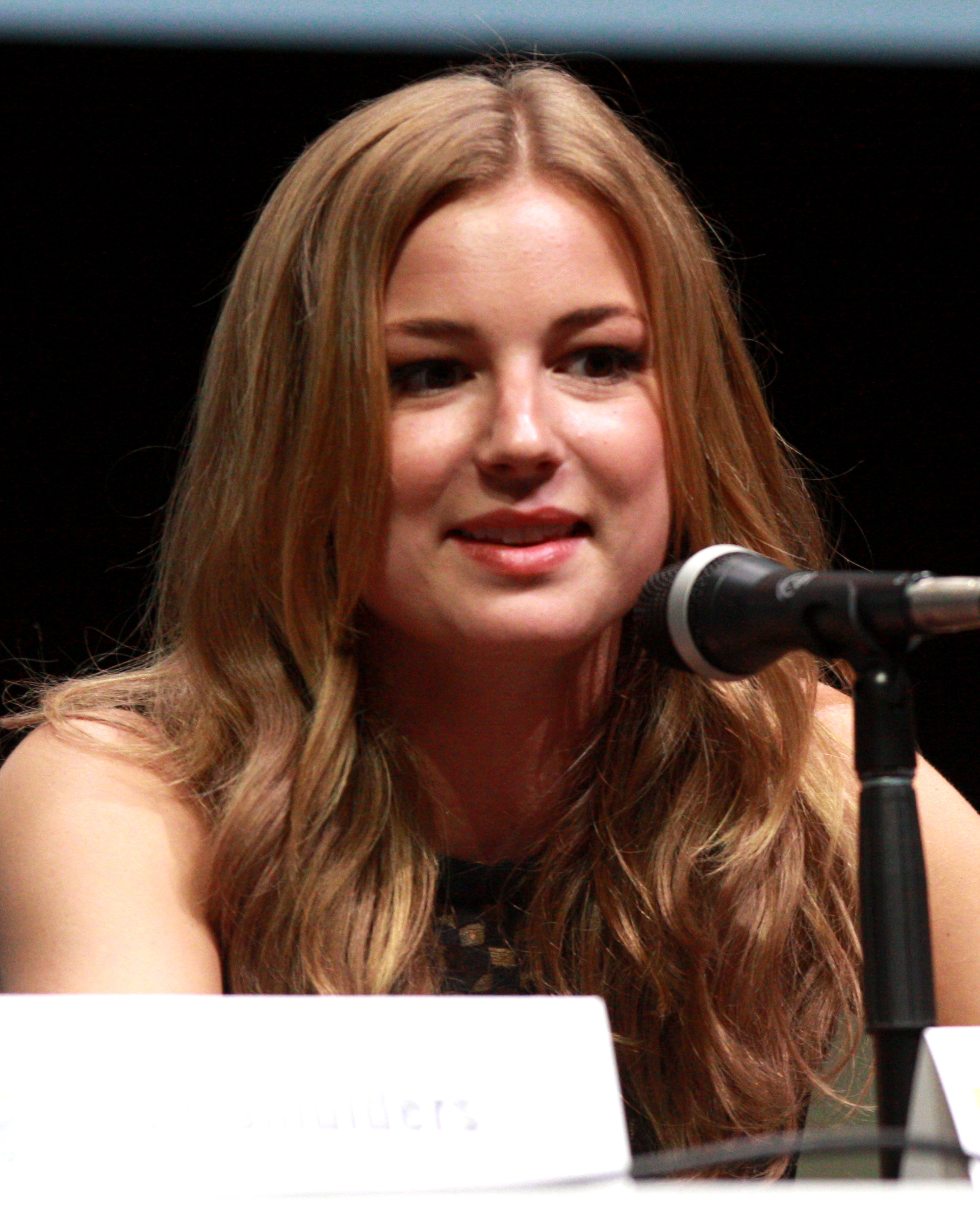
Emily VanCamp dans le rôle de Sharon Carter / Agent 13

## Production

### Développement

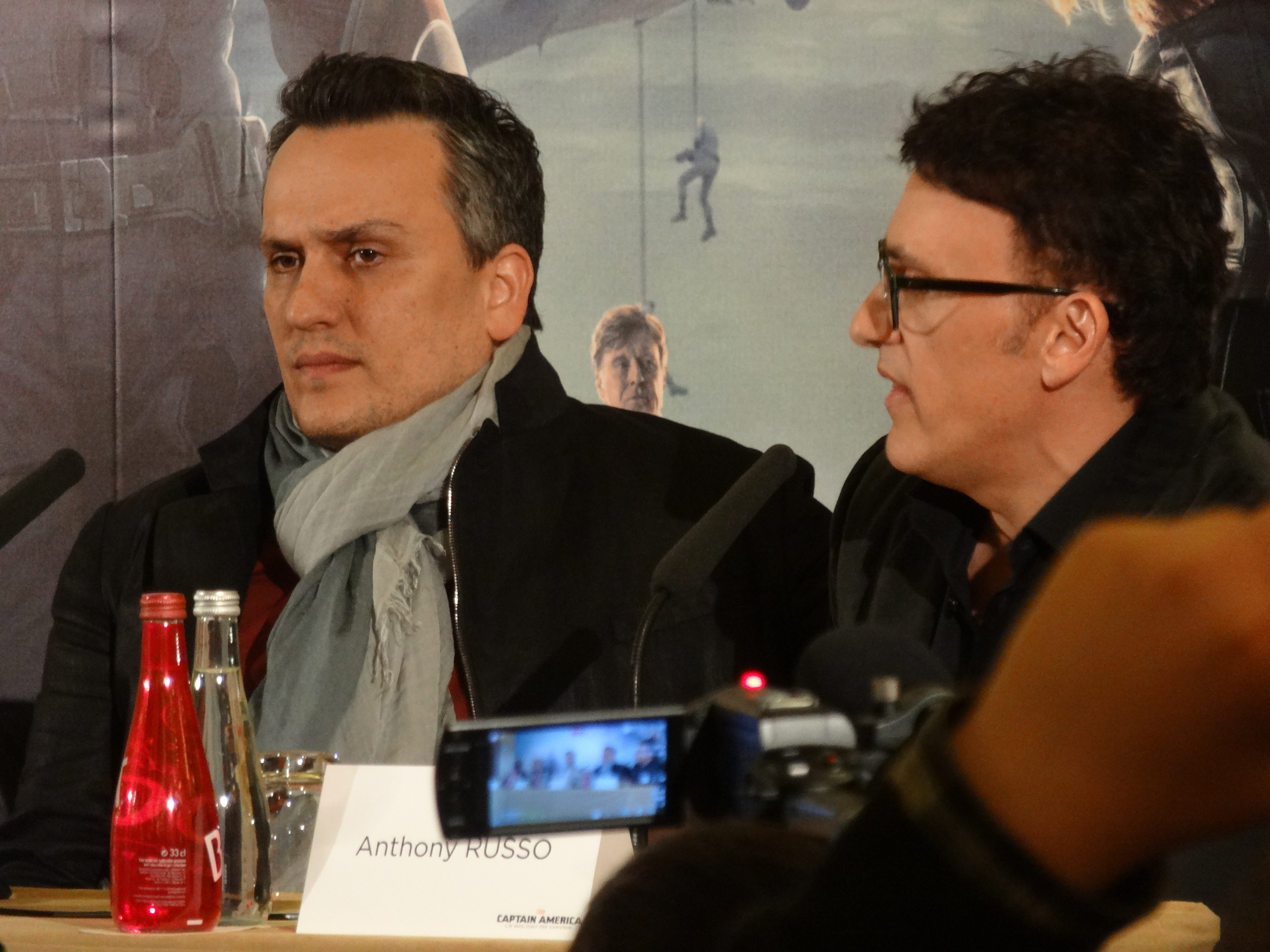
Les réalisateurs Anthony et Joe Russo à la conférence de presse américaine du film, en mars 2014.

En avril 2011, les scénaristes Christopher Markus et Stephen McFeely annoncent qu'ils ont écrit la suite de Captain America: First Avenger. En juin 2011, ils déclarent en interview que l'histoire aura cette fois lieu dans le présent, avec cependant quelques flash-backs pendant la Seconde Guerre mondiale. En septembre 2011, Chris Evans annonce que le film ne sortira pas avant l'été 2014.
En mars 2012, Marvel révèle le nom des réalisateurs envisagés : George Nolfi (L'Agence), F. Gary Gray (Braquage à l'italienne) et les frères Anthony et Joe Russo (Bienvenue à Collinwood). En avril 2012, il est révélé que F. Gary Gray a préféré se concentrer sur le film biographique sur le groupe NWA pour New Line Cinema.
En juin 2012, les frères Russo entrent en négociation. Le titre du film, Captain America: The Winter Soldier, est révélé durant le Comic-Con de San Diego.

### Choix des interprètes
À l'issue des auditions, Anthony Mackie rejoint la distribution dans le rôle de Sam Wilson alias Le Faucon.
Scarlett Johansson et Robert Redford se retrouvent seize ans après L'Homme qui murmurait à l'oreille des chevaux. Alors adolescente, S. Johansson y joue le personnage de Grace, qui subit un traumatisme à la suite d'un accident de cheval.
Le champion d'arts martiaux québécois Georges St-Pierre interprète le rôle du terroriste français Georges Batroc dans ce film.

### Tournage
Le tournage débute le 1er avril 2013. Il a notamment lieu à Los Angeles, Cleveland et Washington.
À la fin du film, on peut lire sur la tombe de Nick Fury « The path of the righteous man: Ezekiel 25:17 », qui renvoie à la citation de Jules Winnfield dans le film Pulp Fiction personnage également interprété par Samuel L. Jackson,.

## Bande originale
Albums de Henry Jackman
Capitaine Phillips
(2013) L'Interview qui tue !
(2014)
Bandes originales de l'Univers cinématographique Marvel
Thor : Le Monde des ténèbres
(2013) Les Gardiens de la Galaxie
(2014)
En juin 2013, Henry Jackman est annoncé comme compositeur de la musique du film. Après 6 mois d'écriture, il enregistre dans les AIR Studios de Londres. Bien que le film reprenne quelques compositions d'Alan Silvestri tirées de Captain America: First Avenger, elles ne sont pas présentes sur l'album sorti en avril 2014.

### Liste des titres
Toute la musique est composée par Henry Jackman, sauf exception notée.
| No  | Titre                                                | Artiste(s)                    | Durée |
| --- | ---------------------------------------------------- | ----------------------------- | ----- |
| 1.  | Lemurian Star                                        |                               | 3:06  |
| 2.  | Project Insight                                      |                               | 1:29  |
| 3.  | The Smithsonian                                      |                               | 1:36  |
| 4.  | An Old Friend                                        |                               | 3:05  |
| 5.  | Fury                                                 |                               | 4:07  |
| 6.  | The Winter Soldier                                   |                               | 6:24  |
| 7.  | Fallen                                               |                               | 2:51  |
| 8.  | Alexander Pierce                                     |                               | 2:58  |
| 9.  | Taking a Stand                                       |                               | 2:07  |
| 10. | Frozen in Time                                       |                               | 3:52  |
| 11. | Hydra                                                |                               | 6:46  |
| 12. | Natasha                                              |                               | 1:12  |
| 13. | The Causeway                                         |                               | 2:41  |
| 14. | Time to Suit Up                                      |                               | 2:05  |
| 15. | Into the Fray                                        |                               | 6:05  |
| 16. | Countdown                                            |                               | 4:26  |
| 17. | End of the Line                                      |                               | 2:51  |
| 18. | Captain America                                      |                               | 9:41  |
| 19. | It's Been a Long, Long Time (Jule Styne, Sammy Cahn) | Harry James and His Orchestra | 3:23  |
| 20. | Trouble Man (Gaye)                                   | Marvin Gaye                   | 3:47  |

## Accueil

### Accueil critique
Le film a reçu un accueil critique assez bon, recueillant 90 % de critiques positives, avec une note moyenne de 7,5/10 et sur la base de 295 critiques collectées, sur le site agrégateur de critiques Rotten Tomatoes. Sur Metacritic, il obtient un score de 70/100 sur la base de 48 critiques collectées.
En France, le site Allociné propose une note moyenne de 3,2⁄5 à partir de l'interprétation de critiques provenant de 22 titres de presse.

#### Critiques positives
- Metro : « Construit à la manière d'un bon vieux thriller conspirationniste, Captain America, le soldat de l'hiver, réserve l'habituel déluge d'effets spéciaux pour sa dernière partie, proprement apocalyptique. Avant ça, le scénario multiplie les rebondissements, les bons mots mais pas trop, et propose une relecture audacieuse des événements historiques des soixante dernières années. »
- 20 minutes : « Des scènes d'anthologie comme l'attaque de la voiture blindée de Nick Fury (alias Samuel L. Jackson) ou l'assaut d'une base secrète offrent de belles décharges d'adrénaline. »
- TéléCinéObs : « Dans la lignée du réjouissant Iron Man 3, le divertissement, malin, spectaculaire et plein d’humour, remplit dignement sa mission. »

#### Critiques mitigées
- Télérama : « Captain America, membre des Avengers, s'affirme comme l'anti-Batman : un superhéros sans tourments, voire un peu lisse. Heureusement, la Veuve noire, jouée par Scarlett Johansson, apporte une fantaisie moins passe-partout. »
- Libération : « Plus contrôlé par la suite, ce second film reste un actionner pétaradant quand on espérait un film d’espionnage plus feutré, dans la veine du Winter Soldier, d’Ed Brubaker, dont est inspirée l’intrigue. »
- Reviewer - La Voix du Nord : « Le dernier Marvel a pas mal de défauts, trop long, bourré de grosses ficelles et toujours handicapé par son héros trop lisse. Mais Captain America 2 a le mérite d'apporter un souffle nouveau à la franchise, nettement plus réaliste. Une approche façon thriller politique bien ficelée, qui recèle son lot de bonnes trouvailles. Ajoutez à cela des scènes d'action toujours aussi puissantes et des personnages soignés et vous obtenez, au bout du compte, un divertissement de qualité. »
- Les Inrockuptibles : « Bref, rien de neuf sous le soleil, mais du cinoche du samedi soir d’une facture inattaquable. »
- Télé 7 jours : « Cette suite ravira les fans de l'univers Marvel. Le charme de Scarlett Johansson et le charisme de Robert Redford, inattendu et parfait en méchant, compensent les faiblesses d'un scénario assez creux, et d'un héros décidément trop lisse. »

#### Critiques négatives
- Culturebox - France Télévisions : « La réalisation de ce deuxième Captain America ne se démarque guère de celle des autres films de super-héros, avec son lot de bagarres homériques et d'explosions à tout va, agrémenté de bijoux technologiques. »
- Paris Match : « L'idée forte ? Convoquer les démons du passé pour faire la transition entre les deux épisodes. Le point faible ? Un nouveau personnage inutile, le Faucon, alors que l’on se demande ce que devient Tony Stark pendant ce temps-là. »
- Le Journal du dimanche : « Sans surprise, le scénario de cette BD estampillé Marvel distribue ses effets et ses moments de baston, mais il se révèle formaté à l'extrême, en dépit de maigres tentatives humoristiques dialoguées. »
- Le Monde : « Confié à deux réalisateurs de comédie, les frères Russo, le film est dépourvu d'inspiration et abat le cahier des charges avec un ennui sidéral. Reste un film assemblé dans le style du docteur Frankenstein […]. Une recette bien indigeste. »

### Box-office
Captain America : Le Soldat de l'hiver sort en France le 26 mars 2014. Il fait 769 959 entrées lors de sa première semaine.
Il dépasse le million de spectateurs en deuxième semaine, se maintenant en première place.
Aux États-Unis, il enregistre 95 023 721 dollars de recettes lors de son premier week-end d'exploitation, du 4 au 6 avril.
| Pays ou région | Box-office        | Date d'arrêt du box-office | Nombre de semaines |
| -------------- | ----------------- | -------------------------- | ------------------ |
| États-Unis     | 259 766 572 $,    | 17 août 2014               | 20                 |
| France         | 1 922 096 entrées | 16 mai 2014                | 8                  |
| Total mondial  | 714 264 267 $     | 17 août 2014               | 20                 |

## Distinctions
Entre 2014 et 2015, le film Captain America : Le Soldat de l'hiver a été sélectionné 57 fois dans diverses catégories et a remporté 5 récompenses,.

### Récompenses
- Washington DC Area Film Critics Association Awards 2014 : The Joe Barber Award for Best Portrayal of Washington DC

### Nominations
- Teen Choice Awards 2014 :
  - Meilleur film de science-fiction/fantastique
  - Meilleur baiser pour Chris Evans et Scarlett Johansson
  - Meilleure alchimie à l'écran pour Chris Evans et Anthony Mackie
  - Meilleure actrice dans un film de science-fiction/fantastique pour Scarlett Johansson
  - Meilleur voleur de scène pour Anthony Mackie
  - Meilleur acteur dans un film de science-fiction/fantastique pour Chris Evans
- Critics' Choice Movie Awards 2015 :
  - Meilleur film d'action
  - Meilleur acteur dans un film d'action pour Chris Evans
- MTV Movie Awards 2015 :
  - Meilleur baiser pour Chris Evans et Scarlett Johansson
  - Meilleur combat pour Chris Evans et Sebastian Stan
- Oscars 2015 : meilleurs effets visuels pour Dan DeLeeuw, Russell Earl, Bryan Grill et Dan Sudick
- People's Choice Awards 2015 : duo préféré dans un film pour Chris Evans et Scarlett Johansson

## Autour du film
- Au début du film, on peut voir la liste des références que Captain America doit rattraper après sa congélation. La liste change en fonction des pays, en incluant des référence propre à la culture de chaque pays. Ainsi, sur la version américaine, on peut voir l'alunissage ou Steve Jobs. La version française inclut Coluche, Le Cinquième Élément, Louis de Funès, Daft Punk et France 98[46].
- Stephen Strange est introduit pour la première fois dans l'univers cinématographique marvel[47].
- Clin d'oeil à Pulp fiction et au personnage Jules joué par Samuel L.Jackson dans l'épitaphe de Nick Fury qui cite Ezekiel 25:17

## Éditions en vidéo
Le film est sorti en DVD et Blu-ray le 20 août 2014.